# Вулиця Якова Раппапорта
Ву́лиця Якова Раппапо́рта — вулиця у Шевченківському районі міста Львова, в місцевості Клепарів. Простягається у східному і (частково) південно-східному напрямку від п'ятипроменевого перехрестя вулиць Базарної, Джерельної, Шпитальної, Шолом-Алейхема до вулиці Клепарівської. Прилучається вулиця Леонтовича.

## Назва
До 20-х років XIX століття вулиця називалася Окописька, через розташований при ній старовинний єврейський цвинтар — один з найстаріших у Східній Європі. Близько 1825 року мала назву Дорога до Жидівського цвинтарю, у середині XIX століття — вулиця Ізраелітська цвинтарна у II дільниці, до 1870 років ще двічі змінювалася її назва — Шпитальна поперечниця та Богданівська бічна. 1871 року вулицю перейменовано на пошану Якуба Раппопорта (1771—1855), відомого львівського лікаря та філантропа першої половини XIX століття. За радянських часів від 1946 року мала назву вулиця Джамбула, на згадку про народного поета (акина) Казахстану Джамбула Джабаєва. 1990 року повернули її давню назву — вулиця Раппопорта. У 2010 році назву Раппопорта уточнено на сучасну — Раппапорта.

## Забудова
В архітектурному ансамблі вулиці Раппапорта переважають класицизм, віденська сецесія, історизм. Вулиця забудована три- та чотириповерховими кам'яницями зведеними наприкінці XIX — на початку XX століття. 
З північного (парного) боку вулиці розташовані корпуси колишнього єврейського шпиталю. Перший єврейський шпиталь на цьому місці, заснований з ініціативи Ісака Варінгера у 1804 році, а першим лікарем цього шпиталю був Фердинанд Штехер фон Зебеніц. Протягом усього XIX століття він невпинно розбудовувався, складаючись з кількох окремих невеличких будиночків, найбільший з яких був зведений 1880 році за проєктом Якуба Строха — так званий Дім гебрейських старців імені Цісаревої Єлизавети (будинок № 4). У 1898—1901 роках коштом відомого львівського банкіра, директора іпотечного банку доктора Мауриція Лазаруса (1832—1907) на місці старого шпиталю починається будівництво нового головного корпусу. Автором проєкту лікарні на 100 місць був відомий львівський архітектор Казимир Мокловський, а його партнером та головним реалізатором проєкту був будівничий Іван Левинський. Монументальна двоповерхова споруда з триповерховими ризалітами спроєктована у східному (мавританському) стилі та рясно прикрашена східними і єврейськими символами. Комплекс шпиталю доповнюють ще кілька споруд. У 1901 році за проєктом Івана Левинського до правого ризаліту добудували одноповерхову будівлю шпитальної кухні, що тягнеться вглиб подвір'я. 
З західного боку, поблизу лівого ризаліту, у 1912 році за проєктом Романа Фелінського з архітектурного бюро Міхала Уляма та коштом подружжя Софії і Якуба Вайнбергів, було зведено двоповерхову будівлю амбулаторії, сполучену з головним корпусом критим переходом. Ця значно менша будівля з червоної нетинькованої цегли продовжує мавританські мотиви головного корпусу. На її фасаді збереглися шестикутні зірки. 1902 року територію шпиталю обнесено триметровою кам'яною огорожею, яка збудована за проєктом архітектора Владислава Годовського. Будівля вийшла доволі коштовною та обійшлася її меценату Маурицію Лазарусу в півмільйона корон. На знак подяки у вестибюлі був встановлений його погруддя. У подальші часи споруда зберегла своє медичне призначення. 
Нині комплекс будівель колишнього єврейського шпиталю має № 8, де міститься пологове відділення ВП «3-я міська клінічна лікарня м. Львова» КНП «Львівське ТМО 3». Також головний корпус пологового будинку внесений до Реєстру пам'яток архітектури місцевого значення під охоронним № 1242-м. 2021 року комплекс будівель (включно з історичною огорожею) було внесено до реєстру архітектурних пам'яток. Житлові будинки під № 7а, 7б, 9, 11 внесені до Реєстру пам'яток архітектури місцевого значення під охоронними № 1661-м, 1662-м, 2473-м та 2474-м відповідно.

Світлини вуличної забудови
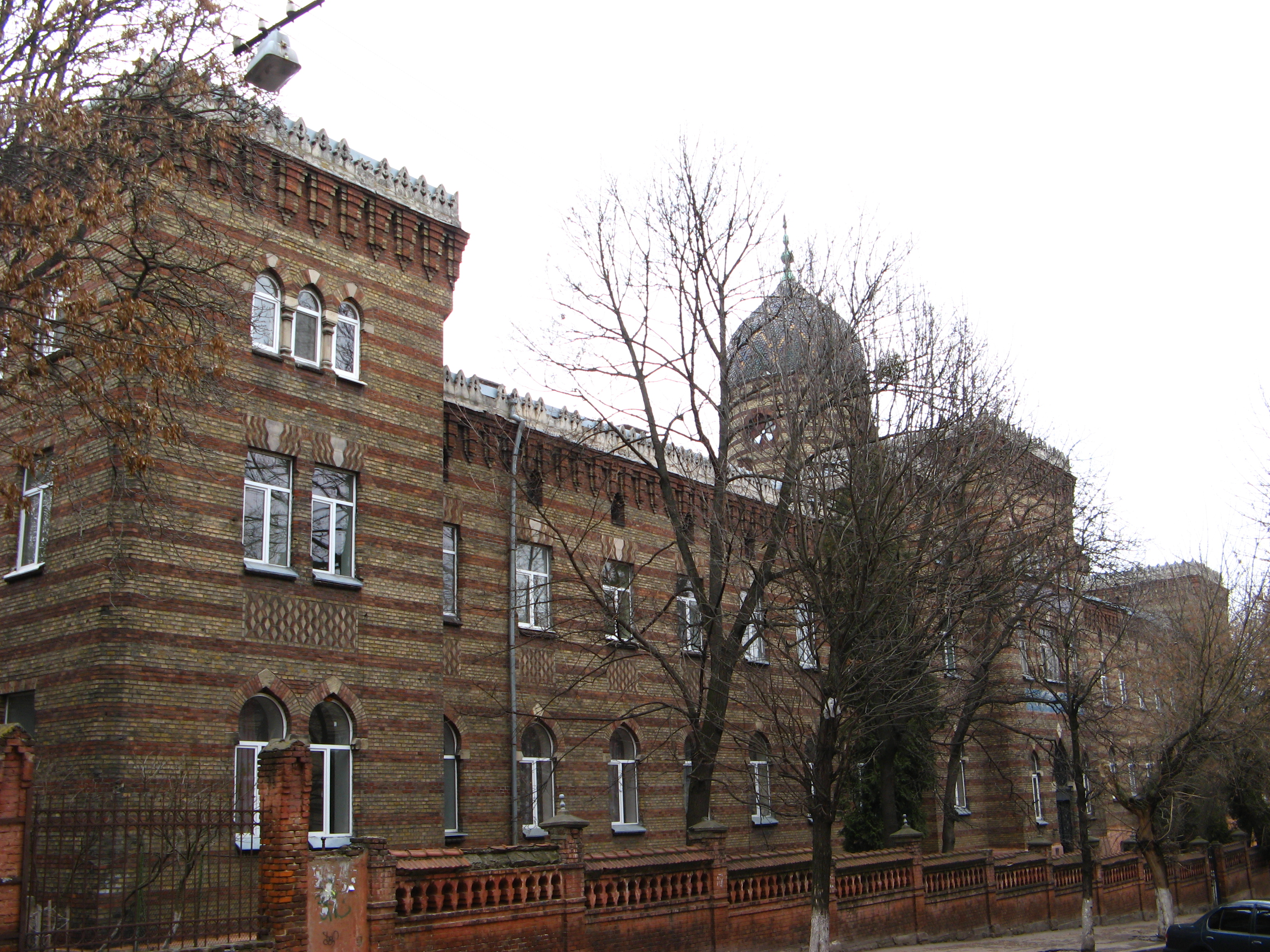
Колишній єврейський шпиталь на вулиці Раппопорта. Головний корпус
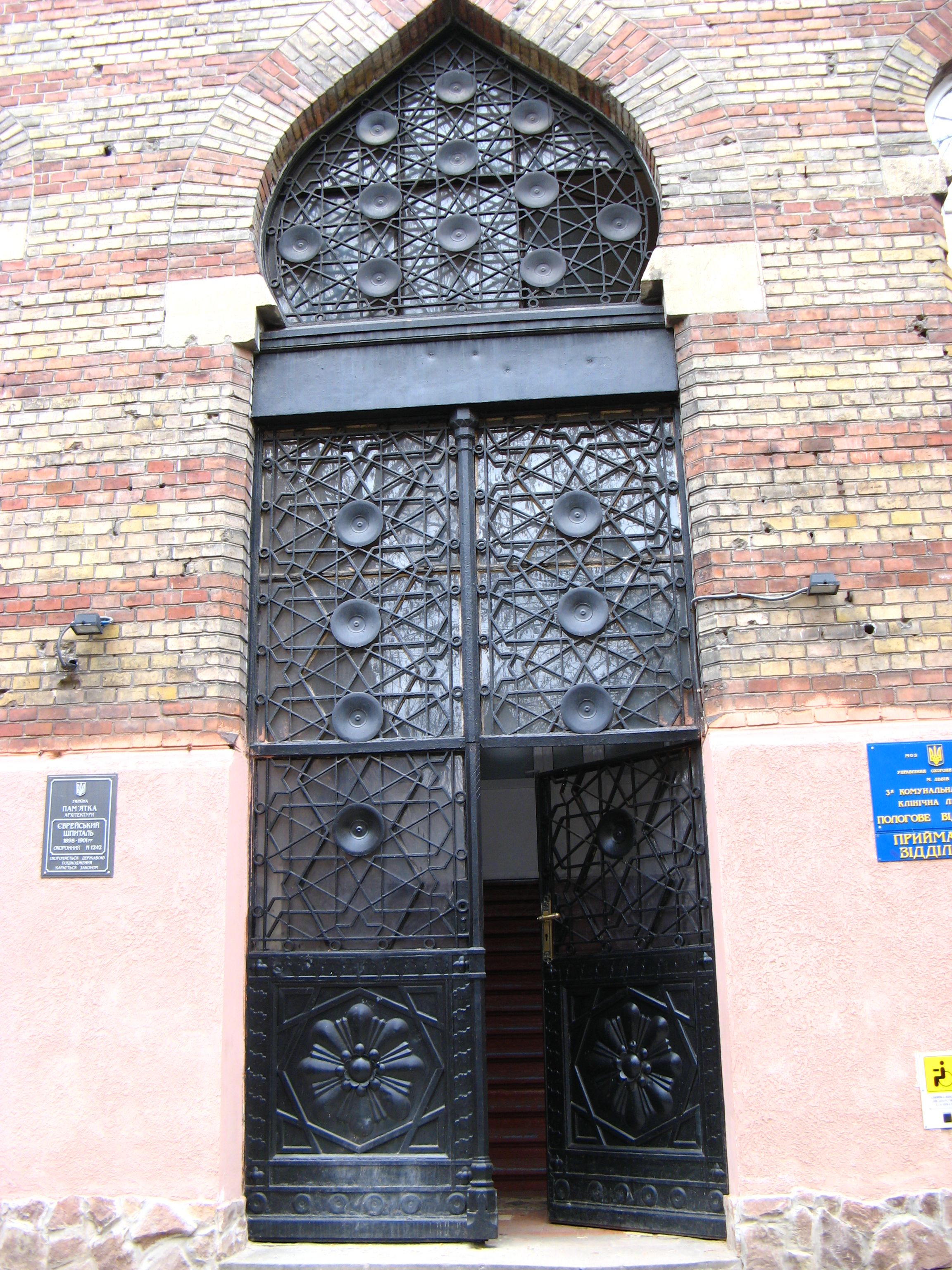
Колишній єврейський шпиталь на вулиці Раппопорта. Головний вхід до шпиталю
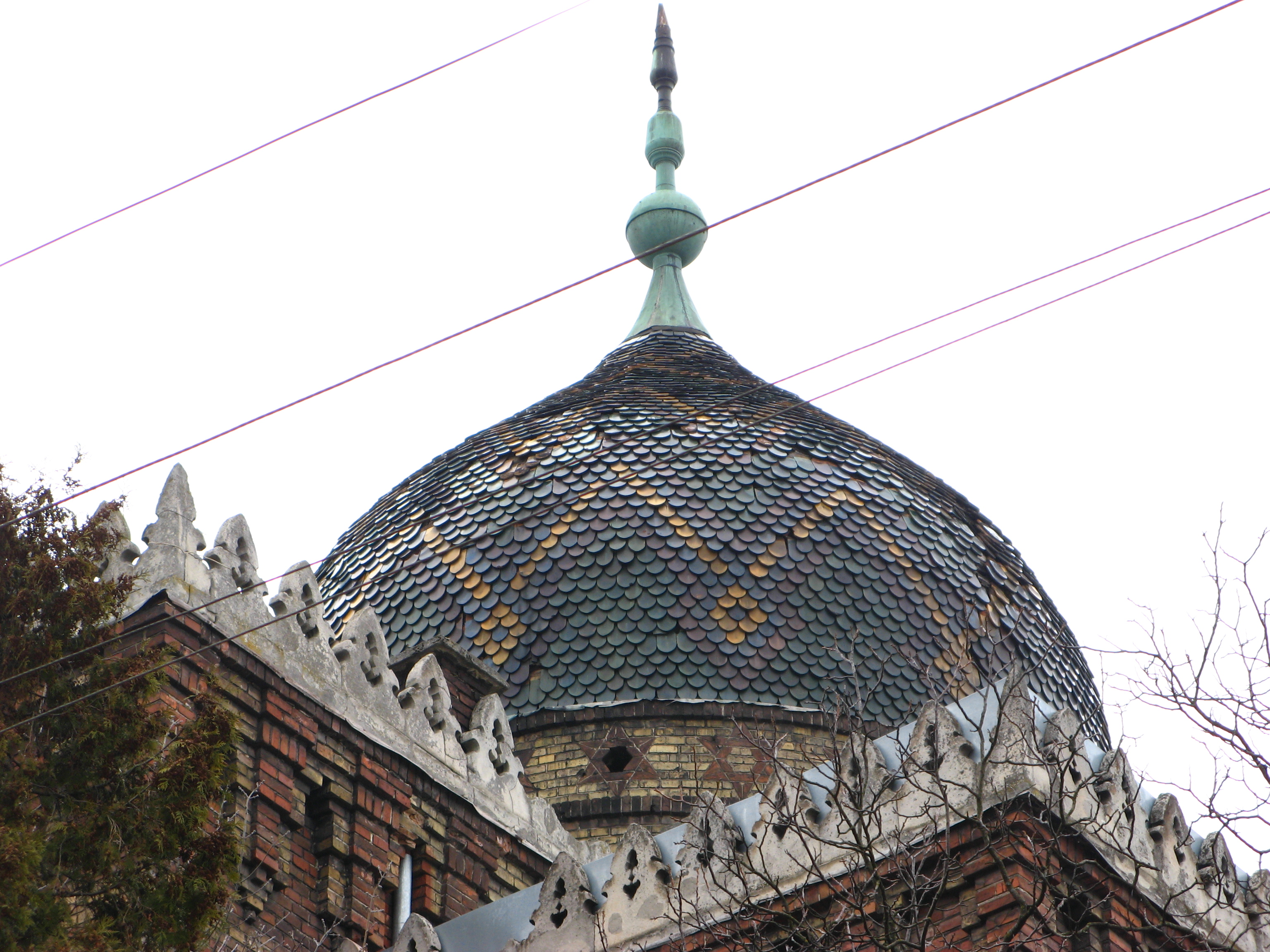
Колишній єврейський шпиталь на вулиці Раппопорта. Баня над головним корпусом
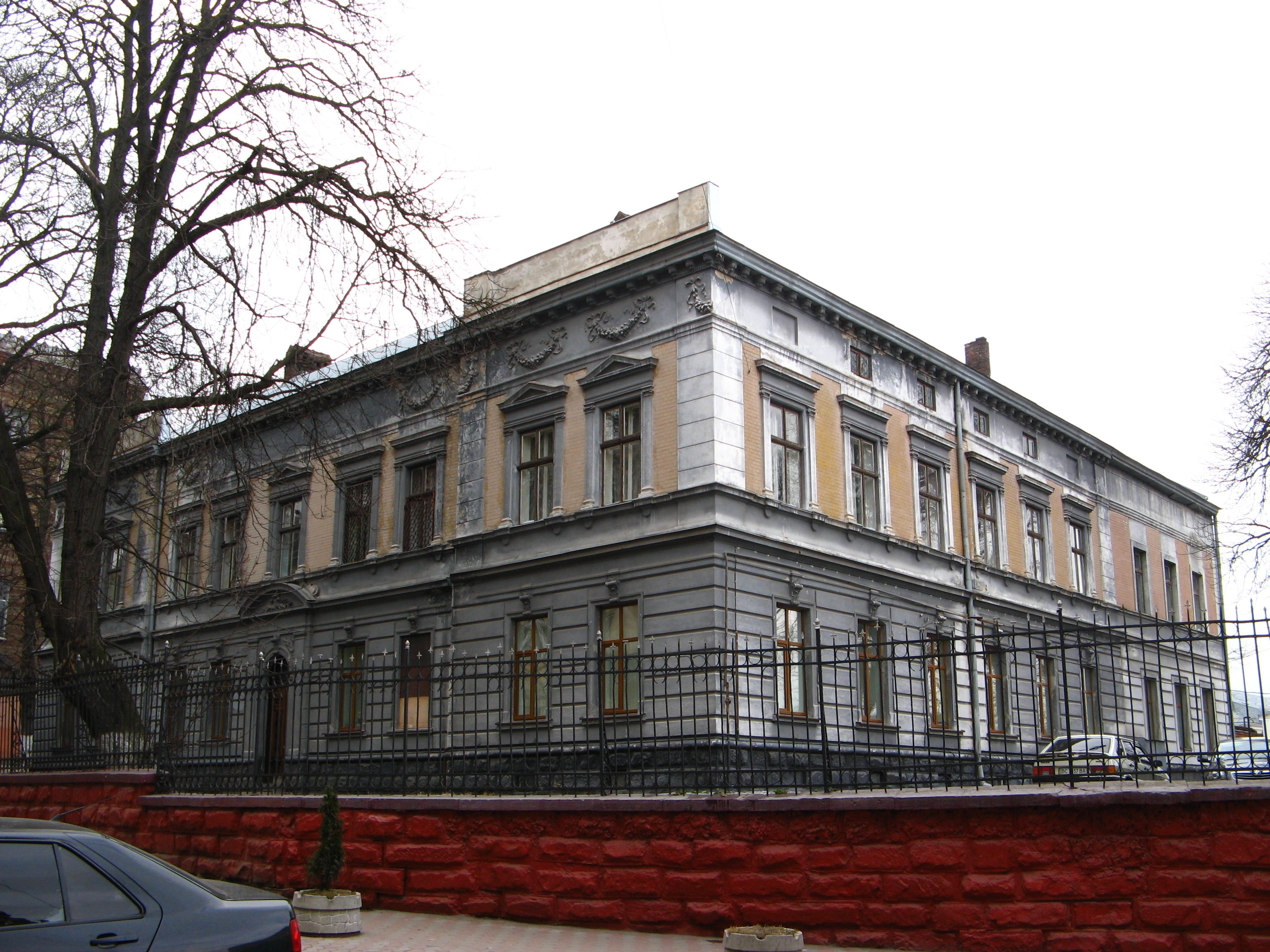
Колишній єврейський шпиталь на вулиці Раппопорта. Один з корпусів шпиталю